# Giarabube
Giarabube (em árabe: الجغبوب; romaniz.: Jaghbub; em italiano: Giarabub) é uma remota vila desértica do oásis de Giarabube, no leste do deserto da Líbia, no distrito de Butnane. Em 2001, foi capital do distrito de Giarabube. Segundo censo de 2012, havia 3 334 residentes.

## História
Giarabube foi cidade natal do rei Idris I (r. 1951–1969).